# Epanthidium tuberculatum
Epanthidium tuberculatum là một loài Hymenoptera trong họ Megachilidae. Loài này được Urban mô tả khoa học năm 1992.